# Jan Koneffke
Jan Koneffke (n. 19 noiembrie 1960, Darmstadt, RFG) este un scriitor german. Locuiește în Viena, București și Măneciu, împărțindu-și timpul între România și 
Austria.

## Biografie
Jan Koneffke a copilărit în Neu-Isenburg, Braunschweig și Darmstadt. După terminarea liceului a studiat filozofia și germanistica la Freie Universität, în Berlin. Acolo a avut primele întâlniri cu scriitori germani de limbă română, precum Ernest Wichner, Herta Müller ori Richard Wagner. La terminarea studiilor, și-a susținut lucrarea de disertație, despre poetul Eduard Mörike. A locuit vreme de șapte ani (1995-2002) la Roma, unde a cunoscut-o pe Cristina Moisescu, cu care s-a căsătorit în 1999 la București.

## Activitatea literară și jurnalistică
A început să scrie din tinerețe, mai întâi texte de melodii, pe vremea când era și chitarist într-o formație, dar debutul cu o publicație propriu-zisă a avut loc în 1982, în revista berlineză "Park". În 1987 a primit un prestigios premiu german, "Leonce und Lena", de atunci încolo urmând o prodigioasă carieră scriitoricească. În 1988 a publicat prima carte, Vor der Premiere ("Înaintea premierei"). În 1995 a primit bursa Villa Massimo, care i-a oferit posibilitatea de a locui o perioadă mai îndelungată în capitala Italiei. A locuit în Roma timp de șapte ani, în această perioadă activând și ca jurnalist ori corespondent radio pentru diferite publicații și posturi germane. În urma unei călătorii în Bulgaria, a publicat în 1999 volumul Gulliver in Bulgarien ("Gulliver în Bulgaria"). În anul 2000 a apărut Paul Schatz im Uhrenkasten ("Paul Schatz în cufărul cu ceasuri"), roman primit pozitiv de critica de carte germană. În această carte, Koneffke tratează trecutul nazist al Germaniei, scriind din perspectiva unui copil (pe jumătate evreu), un procedeu amintind și de Toba de tinichea a laureatului Nobel Günter Grass.
Au urmat relatări de călătorie din Italia (Die Arche San Lorenzo - "Arca San Lorenzo" și din România (Mondfinsternis in Măneciu - "Eclipsă de lună în Măneciu"). 
În 2001, a ținut un curs de poezie, fiind profesor invitat la Universitatea din Bamberg. În 2003, Jan Koneffke s-a mutat la Viena. Între 2004 și 2007 a fost co-editor al revistei Wespennest. În 2004 a publicat Eine Liebe am Tiber, volum care a apărut în anul 2007 și în România (O iubire la Tibru), traducerea în limba română fiind realizată de Nora Iuga. În revista Observator cultural, Gabriela Adameșteanu a scris o cronică apreciativă despre carte, remarcând acțiunea "alertă", notația "realistă densă", sugerând că volumul reprezintă "o meditație asupra existenței [...] care te învăluie de la început și te lasă pe gânduri la sfârșit". 
În 2008, i-a apărut cartea pentru tineret Die Sache mit Zwille ("Chestia cu Zwille"), dar și un nou roman, Eine nie vergessene Geschichte ("O istorie nicicând uitată"), o sagă de familie a cărei acțiune are loc în Pomerania pe parcursul primei jumătăți a secolului trecut. Prin intermediul personajelor sale, Koneffke reușește să zugrăvească cu talent trecutul regiunii. Recenzia din Frankfurter Allgemeine Zeitung remarcă arta narativă excepțională.  Günter Grass a avut și el cuvinte extrem de laudative la adresa romanului, afirmând că lectura lui îți provoacă "o desfătare continuă".  
A urmat în 2009 un volum de lirică pentru copii, Trippeltrappeltreppe, iar în toamna lui 2011 i-a apărut romanul Die sieben Leben des Felix Kannmacher (traducerea în română, realizată de Ana Popa, a apărut la editura Humanitas Fiction în 2013, purtând titlul Cele șapte vieți ale lui Felix K), a cărui acțiune are loc în România interbelică.
Într-o recenzie apărută în Siebenbürgische Zeitung, Doris Roth remarcă modul în care sunt creionate personajele, atmosfera și limba, considerând că acestea fac din carte una sofisticată și plăcută. Pentru romanul Ein Sonntagskind ("Născut într-o duminică"), a primit în anul 2016 premiul Uwe Johnson.
În 2020, i-a apărut romanul Die Tsantsa-Memoiren ("Memoriile unui Tsantsa"), un tur de forță prin istoria ultimelor două secole și o intervenție inedită în dezbaterile contemporane privind memoria colonialismului european. 
Este și traducător, din italiană și română în germană.

## Premii
- Premiul "Leonce und Lena" pentru poezie (1987)
- Bursa Senatului German (1987, 1992)
- Premiul Fundației Peter Suhrkamp (1987/1988)
- Premiul Friedrich Hölderlin (1990)
- Bursa Alfred Döblin a Academiei de Arte din Berlin (1990)
- Bursa Villa Massimo (1995)
- Bursa în Bulgaria a Ministerului Culturii din Rheinland-Pfalz (1998)
- Bursier Bahnhof Rolandseck (2002)
- Premiul "Screening Committee of the Annual Best Foreign Novels, 21st Century" pentru O iubire la Tibru ca cel mai bun roman de limbă germană (2005)
- Premiul de literatură al orașului Offenbach (2005)
- Bursa Grenzgänger a Fundației Robert Bosch (2007)
- Premiul Uwe Johnson (2016)

## Opere
- Vor der Premiere, Frankfurt am Main, 1988, ISBN 3-627-10070-0
- Gelbes Dienstrad wie es hoch durch die Luft schoß, Frankfurt am Main, 1989, ISBN 3-627-10071-9
- Bergers Fall, Frankfurt am Main, 1991, ISBN 3-627-10072-7
- Halt! Paradiesischer Sektor!, Roma, 1995
- Gulliver in Bulgarien, Heidelberg, 1999, ISBN 3-88423-157-X
- Paul Schatz im Uhrenkasten, Köln, 2000, ISBN 3-8321-5219-9, ISBN 3-423-13033-4
- Was rauchte ich Schwaden zum Mond, Köln, 2001, ISBN 3-8321-5218-0
- Eine Liebe am Tiber, Köln, 2004, ISBN 3-8321-7863-5 (în română: O iubire la Tibru, trad. de Nora Iuga, Humanitas, București, 2007)
- Nick mit den stechenden Augen, München, 2004, ISBN 3-423-62157-5
- Die Schönheit des Vergänglichen, Frankfurt am Main, 2004, ISBN 3-631-52422-6
- Abschiedsnovelle, DuMont, Köln, 2006, ISBN 978-3-8321-7958-8
- Eine nie vergessene Geschichte, DuMont, Köln, 2008, ISBN 3-832-17959-3
- Die Sache mit Zwille, Hanser, München, 2008, ISBN 978-3-446-23094-1
- Die sieben Leben des Felix Kannmacher. DuMont, Köln 2011, ISBN 978-3-8321-9585-4 (în română: Cele șapte vieți ale lui Felix K., trad. de Ana Popa, Humanitas Fiction, București, 2013)
- Ein Sonntagskind. Galiani, Berlin 2015, ISBN 978-3-86971-107-2
- Als sei es dein. Verlag Das Wunderhorn, Heidelberg 2018, ISBN 978-3-88423-583-6
- Die Tsantsa-Memoiren. Galiani, Berlin 2020, ISBN 978-3-86971-177-5